# Коркут (Муш)
Коркут (тур. Korkut, арм. Թիլ) — город и район в провинции Муш, расположенный на Мушской равнине. Население составляет 3 409 человека (2022).

## История
История поселения людей в этом районе насчитывает по меньшей мере 10 000 лет. В Коркуте есть городище, от которого город получил свое старое название. Считается, что это городище относится к бронзовому веку (около 3000 г. до н.э.), но археологические исследования не проводились. В IX веке до нашей эры этот район входил в состав государства Урарту. Помимо надписи на замке Кепенек, еще одной надписью, подтверждающей существование урартского царства в географии Муша, является Тирметская надпись. Надпись, о которой идет речь, расположена в 25,5 км к востоку от провинции Муш и в 6,2 км к югу от района Коркут. В надписи упоминается война, которую вел урартский царь Менуа:
Менуа, сын Ишпуини, принес этот камень нашему повелителю Халди. Бог Халди отправился в военный поход со своим копьем. Он захватил город Тртими на территории страны Урме.
Армянское царство Тарон управляло городом с 4-го века до начала 9-го века, и христианская епархия Тарона до сих пор имеет номинальное влияние в этом районе в качестве титулярной епархии. В IX веке город перешел под контроль конкурирующего армянского царства Багратидов. Так продолжалось до тех пор, пока в 967 году Византийская империя не установила контроль над этими землями. Сейит Ибрагим Тюрк захватил город в 11 веке, и примерно в это время были зафиксированы самые ранние упоминания названия Тил (арм. Թիլ). Легенда гласит, что византийский император Василий I Македонянин, который был избран византийским императором в 867 году, изначально был простым крестьянином из Тила. В записях армянской церкви говорится, что в 1890 году в деревне насчитывалось 40 армянских семей и 20 курдских. Хотя церковные записи показывают, что к 1910 году в городе насчитывалось всего 20 армянских семей и 1000 курдов, истинная цифра, вероятно, составляет около 50 армянских семей. Армянская церковь сообщает, что во время Геноцида армян в городе насчитывалось 52 армянских семьи. До Первой мировой войны в городе было здание церкви, посвященной Пресвятой Богородице (Сурб Гвададзин). В 1964 году название города было изменено на Коркут.